# Sumuranja
Sumuranja is een bestuurslaag in het regentschap Serang van de provincie Banten, Indonesië. Sumuranja telt 4413 inwoners (volkstelling 2010).